# Crocus aerius
Crocus aerius är en irisväxtart som beskrevs av Herb.. Crocus aerius ingår i släktet krokusar, och familjen irisväxter. Inga underarter finns listade i Catalogue of Life.
Denna krokus förekommer i östra Turkiet söder om Svarta havet. Den växer i bergstrakter mellan 1400 och 2500 meter över havet. Arten ingår i ängar.
Beståndet hotas av intensivt bruk av betesmarker. Under historien plockades den ofta som prydnadsväxt. Utbredningsomrdet antas vara 20 km² stort som fördelar sig över en yta av 2500 km². IUCN listar arten som starkt hotad (EN).